# Gila Cliff Dwellings National Monument
Gila Cliff Dwellings National Monument (sprich: Hi:la) ist ein amerikanisches National Monument und liegt im US-Bundesstaat New Mexico etwa 70 km nördlich der Stadt Silver City am New Mexico State Highway 15. Das Nationalmonument beherbergt und schützt unter anderem die Überreste von Höhlenbauten (Cliff Dwellings) der Mogollon-Kultur, die in diesen Bauten vom 13. Jahrhundert bis ins beginnende 14. Jahrhundert lebten.

## Frühe Geschichte
Die Angehörigen der Mogollon-Kultur besiedelte das Gebiet des heutigen Nationalmonuments etwa ab dem Ende des 1. Jahrhunderts. Bei den Mogollon handelte es sich um ein sesshaftes Volk, das sich seine Lebensgrundlage sowohl durch Jagen und Sammeln als auch durch den Anbau von Getreide und Bohnen schuf.
Das früheste Bauwerk, das im Gila Cliff Dwellings National Monument nachgewiesen werden konnte, ist ein sogenanntes Pit House (Erdhaus), dessen Errichtung bereits in diese Zeit fällt. Das Bauwerk befand sich in offenem Gelände, war kreisrund und charakterisierte sich dadurch, dass sich der Fußboden unter dem umgebenden Erdbodenniveau befand. Bereits zu diesem Zeitpunkt stellten die Mogollon einfache Töpfereiwaren her.
Im Nationalmonument konnten auch Bauwerke späterer Zeit nachgewiesen werden. Im Zeitraum um das Jahr 1000 erbauten die Mogollon rechteckige Bauwerke, die im Unterschied zu früheren Objekten vollständig über dem Erdbodenniveau errichtet waren. Beim Großteil dieser Objekte handelte es sich um feste, gemauerte Bauwerke, lediglich ein kleiner Teil bestand noch aus geflochtenen Zweigen. Charakteristisch für diese Epoche war die Herstellung von weißen Töpfereiwaren mit schwarzen Elementen.

## Cliff Dwellings
Ab etwa dem 13. Jahrhundert begann im Gebiet des heutigen Nationalmonuments für die Mogollon die Pueblo-Epoche. Obgleich es im Park auch Überreste der klassischen Pueblobauweise gibt, stellen die Cliff Dwellings die zentrale Siedlungsform dieser Zeit dar. Diese Höhlenbauten sind gleichzeitig auch Namensgeber und Hauptattraktion des Gila Cliff Dwellings National Monuments.
Fünf große Höhlen, hoch in den Felsen eines Seitencanyons des West Fork Gila Rivers, bildeten die natürliche Basis für die Errichtung dieser beeindruckenden Bauwerke. Insgesamt wurden in diesen Höhlen etwa 40 Räume angelegt. Die Wände der Bauten waren aus Steinen aus der unmittelbaren Umgebung errichtet, das verwendete Holz wurde auf den Zeitraum um das Jahr 1270 datiert.
Es wird geschätzt, dass zirka 10 bis 15 Familien diese Bauwerke ungefähr eine Generation lang nutzen. Über das Ende der Kultur der Mogollon ist wenig bekannt. Die Bewohner verließen die Cliff Dwellings bereits im frühen 14. Jahrhundert wieder. Warum sie gingen und wohin, ist nach wie vor Gegenstand von Diskussionen. Eine allgemein als wahrscheinlich anerkannte Theorie besagt, dass sie sich mit anderen Pueblovölkern des amerikanischen Südwestens vermischten und so als eigenständige Kultur aufhörten zu existieren.

## Die Zeit nach den Mogollon
Nachdem die Cliff Dwellings von ihren Einwohnern verlassen worden waren, war das Gebiet des heutigen Nationalmonuments für einige Jahre unbewohnt. Bald begannen jedoch nomadische Gruppen von Apachen in dem Gebiet heimisch zu werden. Später drangen vom Süden her auch spanische Siedler in die Gegend vor und siedelten sich hauptsächlich im Süden und Osten des heutigen Parks an.
Am 30. Dezember 1853 erwarben die Vereinigten Staaten im Zuge des Gadsden Purchase (Gadsden-Kauf) ein Gebiet von 77.700 km² von Mexiko. Diese Vereinbarung wurde zwischen James Gadsden, dem Minister für die Beziehungen zu Mexiko, und dem mexikanischen Präsidenten Antonio López de Santa Anna getroffen. Dies stellte den Beginn der amerikanischen Besiedelung dieser Gegend dar. Als es durch den Zuzug immer weiterer Siedler (homesteaders) zu Spannungen mit den lokalen Apachen kam, wurde im nahen Gila Hot Springs ein Militärcamp zum Schutz der Siedler angelegt.

## DasNational Monument
Am 16. November 1907 wurde ein Gebiet von ca. 216 Hektar um die Höhlenbauten als Gila Cliff Dwellings National Monument gewidmet. Das National Monument ist die einzige nationale Einrichtung in den Vereinigten Staaten, die Überreste der Kultur der Mogollon beherbergt. Der Park unterhält ein Besucherzentrum, das Informationsmaterial anbietet und ein kleines Museum mit Bookshop enthält.
Die Cliff Dwellings befinden sich entlang eines etwa 1,6 km langen Fußweges und liegen 55 m über dem Talboden. Der Beginn des Fußweges (trailhead) liegt einige Kilometer vom Besucherzentrum entfernt und ist mit dem Fahrzeug zu erreichen.
Das National Monument grenzt unmittelbar an die Gila Wilderness Area, des ersten Schutzgebietes dieser Art überhaupt in den Vereinigten Staaten. Eine Wilderness Area steht generell unter besonderem Schutz und darf keinerlei Zeugnisse menschlicher Eingriffe (Straßen, Bauwerke) enthalten.